# Hankensbüttel
Hankensbüttel – miejscowość i gmina w Niemczech, w kraju związkowym Dolna Saksonia, w powiecie Gifhorn, siedziba gminy zbiorowej Hankensbüttel.